# Carnaval de Uberlândia
Carnaval de Uberlândia, conhecido como Uberfolia e o evento realizados todos os anos,  na cidade de Uberlândia, Minas Gerais. seus desfiles são realizados na avenida Monsenhor Eduardo, no bairro Bom Jesus. com escolas de samba, blocos. atraindo um grande público.

## História
O Carnaval na cidade de Uberlândia iniciou-se no ano de 1935. a partir de negros, da "Sociedade Carnavalesca Negra". onde se formaram ranchos. assim como no carnaval do Rio teve perseguição policial contra o carnaval de rua. sendo baixada uma portaria que regulamentava eventos culturais da cidade com determinações, tipo se um cidadão que usasse  máscara tinha que levantá-la na portaria do clube
Na década de 1950, Arlindo de Oliveira Filho, o General Lotinho, fundador da primeira escola de samba de Uberlândia, a Tabajara,  fez com que as pessoas se reuniam na Avenida Afonso Pena, a principal da cidade. sendo que a escola onde Arlindo fez com que acabasse o preconceito, unindo brancos e negros. sendo que o carnaval afunilou-se, restringindo-se aos desfiles das escolas de samba. e em 1970, a população ficou ausente dos clubes e das escolas de samba. atualmente, esse carnaval encontra-se em dificuldades. sendo um patrimônio cultural que necessita ser revitalizado. e o primeiro passo, seria a profissionalização das escolas de samba e blocos de enredo. sendo organizados pela Associação das Escolas de Samba e Blocos Carnavalescos de Uberlândia (Assosamba).

## Campeãs
Garotos do samba(1994)
Arco íris campeã 

Garotos do samba (1997)
A esmeralda do Atlântico campeã 

1998
Garotos do samba 
Watt Disney campeã

| Ano  | Campeãs             | Ref.        |
| ---- | ------------------- | ----------- |
| 1986 | Acadêmicos do Samba | [ 4 ] [ 5 ] |
| 1987 | Acadêmicos do Samba | [ 4 ] [ 5 ] |
| 1988 | Acadêmicos do Samba | [ 4 ] [ 5 ] |
| 1989 | Acadêmicos do Samba | [ 4 ] [ 5 ] |
| 1992 | Acadêmicos do Samba | [ 4 ] [ 5 ] |
| 2001 | Acadêmicos do Samba | [ 4 ] [ 5 ] |
| 2002 | Acadêmicos do Samba | [ 4 ] [ 5 ] |
| 2004 | Garotos do Samba    |             |
| 2005 | Tabajara            | [ 6 ]       |
| 2006 | Tabajara            | [ 6 ]       |
| 2007 | Tabajara            | [ 6 ]       |
| 2008 | Tabajara            | [ 7 ]       |
| 2009 | Tabajara            | [ 8 ]       |
| 2010 | Tabajara            | [ 9 ]       |
| 2011 | Tabajara            | [ 10 ]      |
| 2012 | Tabajara            | [ 11 ]      |
| 2013 | Tabajara            | [ 12 ]      |
| 2014 | Tabajara            | [ 13 ]      |
| 2015 | Tabajara            | [ 14 ]      |
| 2016 | Tabajara            | [ 6 ]       |

## Leitura recomendada
- SILVA, Antônio Pereira da . História do Carnaval de Uberlândia. Uberlândia: Secretaria Municipal de Cultura, 2007.